# Zawady (gmina Rzeczyca)
Zawady – wieś w Polsce, położona w województwie łódzkim, w powiecie tomaszowskim, w gminie Rzeczyca.
Wieś królewska tenuty inowłodzkiej, położona w powiecie brzezińskim  województwa łęczyckiego w końcu XVI wieku. W latach 1975–1998 miejscowość należała administracyjnie do województwa piotrkowskiego.